# Petite annonce de rencontre
La petite annonce matrimoniale, puis petite annonce de rencontre, est un petit texte court formulant clairement une offre et une demande. Il se structure de la façon suivante : l'individu A présentant les caractéristiques a, a1, a2, etc., demande à rencontrer un individu B, présentant les caractéristiques b, b1, b2, etc.

## Histoire

### De l'Antiquité à la révolution: le courtage matrimonial
L'histoire du courtage matrimonial est connue par les travaux de chercheurs en droit qui s'interrogent sur la dimension juridique de cette profession. C'est en Grèce antique que l'on peut situer les premières traces de cette activité. La profession est alors une véritable institution, honorable au nom de l'importance d'assurer la perpétuité de la famille.
Dans le monde romain, le relâchement des mœurs à la fin de la République permet la floraison des courtiers. La baisse considérable du nombre de mariages en est la cause, aussi les entremetteurs étaient-ils protégés par le droit romain[réf. nécessaire]. Une mutation s'opère au fil de la christianisation du monde occidental. La dot n'étant plus vue comme seule validité du mariage, la valeur morale et religieuse s'impose. Aussi les courtiers sont-ils moins sollicités.

### DuXVIIIeauXIXesiècle: agences et petites annonces matrimoniales
À l'époque moderne les entremetteurs sont des personnages récurrents, comme l'illustre en 1668 le personnage de Frosine, la marieuse de L'Avare de Molière. Le courtage matrimonial reste longtemps aux mains de ces personnages. C'est en ville, lorsque le rôle de la famille se dilue dans l'anonymat, que les marieurs deviennent des agences matrimoniales. L'historien Dominique Kalifa les retrouve au sein des « agences d'affaires », qui, dès l'Ancien Régime, proposent à leurs clients des services de tous types, dont matrimoniaux.
On peut voir dans l'Indicateur des mariages, l'ancêtre du journal matrimonial ; il s'agit d'une feuille d'annonces que publie un « Bureau de confiance » dès la Révolution.

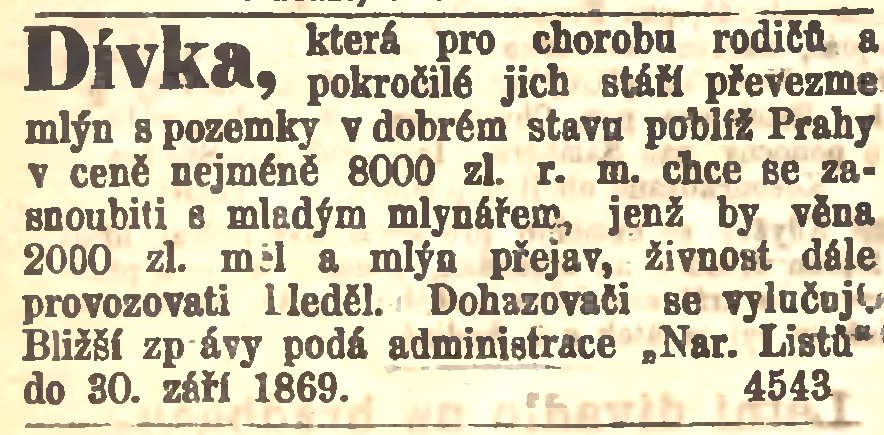
Petite annonce matrimoniale tchèque parue en 1869 dans le ' : la fille d'un meunier âgé cherche un jeune meunier capable d'apporter une dot de 2000 florins et de reprendre l'affaire.

Les premières feuilles matrimoniales sont donc celles que publient la plupart des agences qui se développent considérablement au XIXe siècle. En effet, avec la révolution le mariage devient un contrat passé entre deux individus libres et égaux devant la loi[réf. nécessaire]. Aussi le contrat de courtage se conçoit-il plus aisément. L'explosion de la presse tout au long du siècle permet le développement de revues spécialisées. Jean-Claude Bologne note ainsi l'existence de L'alliance des familles, un journal fondé en 1876, puis la naissance d'une revue du même nom en 1904-1905, avec ce sous-titre : Œuvre saine et bienfaisante contre le célibat et les faux mariages. Il semble donc que l'annonce matrimoniale ait existé tout au long du XIXe siècle.

### LeXXesiècle: de la feuille d'annonces aux sites de rencontre
Une transition s'opère en France entre le XIXe et le XXe siècle en matière de courtage matrimonial. La mauvaise réputation des agences acquises au cours du XXe siècle laisse le champ libre à la presse matrimoniale. L'élan est pris dès le début du siècle sous influence anglo-saxonne, mais c'est véritablement après la Première Guerre mondiale que le phénomène s'amplifie. Le contexte démographique et les bouleversements de mœurs donnent naissance à diverses initiatives locales de création de presse matrimoniale : L'ami de l'union, La famille Revue littéraire favorisant le mariage, L'intermédiaire discret... Les abonnés y rédigent une annonce anonyme et laissent le journal faire transiter leur correspondance vers tel ou tel autre abonné. C'est par le biais de la presse que se créée une première forme de réseau social virtuel.
Les agences matrimoniales semblent reprendre de l'ampleur après la fin de la Seconde Guerre mondiale, qu'il s'agisse de maisons spécialisées, ou de bureaux de renseignements comme peut le mettre en scène Hervé Bazin. Mais les petites annonces de la presse écrite connaissent également leurs belles années, les annonces de Libération, mais aussi celles du Chasseur français, qui peut se vanter d'avoir fait naître 4,5 millions de Français.
C'est à cette période que le passage s'opère entre l'annonce matrimoniale et l'annonce de rencontre. Si le dessein matrimonial est clairement exprimé dans les annonces de toute la première moitié du siècle, les annonces se détachent peu à peu de la finalité du mariage, même s'il peut rester un accord tacite dans bien des annonces des années 1950 et 60.
L'apparition de nouveaux moyens de communication à la fin du siècle révolutionne la petite annonce de rencontre. Les sites de rencontre, apparus aux États-Unis dans les années 1990 ont connu une ascension fulgurante. La tendance de ces dernières décennies est à l'hyper-spécialisation par rang social, goûts culturels, religion, couleur de peau ou provenance géographique. La tendance est au profil ciblé, peu de place au hasard, les sites de rencontre se font de plus en plus thématiques pour déjouer la concurrence qu'ils ne manquent pas de se faire. Aussi doivent-ils se tourner vers des niches du marché de la rencontre.
Ce marché est ainsi passé d'un marché exclusivement matrimonial à un marché de la rencontre, voire de la solitude. La petite annonce est devenue une vitrine outil pour rencontrer celui ou celle qu'on ne rencontre pas dans la vie quotidienne, un partenaire de sortie, un partenaire sexuel, le partenaire d'une nouvelle histoire d'amour, mais de moins en moins un futur conjoint.

## Forme et contenu
Traditionnellement, du XIXe au XXe, lorsque la pratique de la petite annonce matrimoniale se structure, la forme est assez codifiée : un intitulé (jeune fille, monsieur, veuf, brune, etc.) est suivi d'un autoportrait lui-même suivi de la formulation des attentes au cœur de l'annonce.
La publicité que l'on retrouve ici est, pour une part, du même ordre que celle qui se fait au moment de la séduction à mots couverts. Il convient en effet de s'accorder tacitement sur un certain type de contrat : on évoque ses aspirations, projets, et critères par des biais plus ou moins détournés.
Selon l'époque la petite annonce se fait l'expression plus ou moins explicite des termes des contrats amoureux et économiques. L'annonce de rencontre est donc le lieu de processus de valorisation personnelle. C'est pourquoi les annonceurs se plient aux contraintes de mise en scène que suppose le contexte (journal matrimonial, journal de petites annonces de rencontre, site web de rencontres sérieuses ou simple flirt). Les manœuvres de séduction se comprennent dans la mesure où la recherche d'un conjoint ou d'un partenaire de tout type est la recherche d'un individu d'une valeur plus ou moins équivalente ou supérieure. Ainsi les individus recourent-ils à une rhétorique particulière.
La première forme de cette rhétorique est celle que François de Singly nomme la « parade sexuelle »; il englobe sous cette expression tous les dispositifs qui permettent à l'individu de se présenter comme le conjoint idéal. Ainsi tout en se présentant, il aura soin de laisser planer le silence sur ses traits négatifs, il s'agit là du « silence défensif ». Mais le sociologue attire l'attention sur le fait qu'un silence sur une information -la taille par exemple – n'est pas nécessairement motivée par un handicap mais peut être la preuve de la trop grande banalité de l'information, l'individu n'y voit pas d'intérêt à la mentionner. À ces silences répondent l'idéalisation de soi qui passe par des termes généraux ou vagues mais toujours mélioratifs. La seconde forme de la rhétorique de séduction est la « prétention », c'est-à-dire la formulation d'une équation entre l'offre et la demande. Les acteurs fixent par écrit ce qui leur semble équitable d'obtenir en fonction de ce qu'ils proposent :
« INSTITUTRICE État, charmante dit-on, très affectueuse, quelques qualités, fortunée, désire mariage fonctionnaire, belle situation, physique et caractère agréables. Laids, petits, tarés exceptés. »
— Le trait d'Union, Paris, septembre 1935
La petite annonce ressemble ici à une formule de proportion : A = A' ≠ B, un canevas à partir duquel diverses combinaisons sont possibles.

## Dans la culture
- Pas sérieux s'abstenir
- Personals (téléfilm)